# Ebal
De Ebal (Arabisch: جبل عيبال - Jabal ‘Aybāl, Hebreeuws: הר עיבל - Har ‘Eival) is een 940 meter hoge berg op de Westelijke Jordaanoever, aan de noordzijde van de vallei van het huidige Nablus (het Bijbelse Sichem). Tegenover de Ebal ligt de Gerizim aan de zuidelijke kant van de vallei. Op de hellingen van de berg zijn verschillende grotten te vinden die waarschijnlijk de overblijfsels zijn van vroegere steengroeven en aan de noordzijde van de basis zijn verscheidene graven ontdekt.

## Ebal in de Hebreeuwse Bijbel
In de Masoretische tekst van het Bijbelboek Deuteronomium en in de Septuagint geeft God via Mozes de Israëlieten een opdracht mee om uit te voeren als ze de Jordaan zijn overgestoken.  De opdracht was om boven op de berg Ebal een altaar op te richten met ongehouwen stenen en ook van grote ongehouwen stenen op te richten en die met kalk te bestrijken. Op die stenen moest dan de wet geschreven worden. Volgens de Samaritaanse Pentateuch moest dit gebeuren op de berg Gerizim, die de Samaritanen beschouwden als een heilige plaats. Een van de recent ontdekte Dode Zee-rollen steunt deze thesis.
Mozes deelde het volk dan in twee groepen. De eerste groep zou op de berg Gerizim gaan staan, het waren de stammen van Simeon, Levi, Juda, Issachar, Jozef en Benjamin. De andere groep bestond uit de stammen van Ruben, Gad, Aser, Zebulon, Dan en Naftali en zij moesten plaats nemen op de berg Ebal. De levieten spraken dan vanuit het dal, voor alle geboden in de wet  vervloekingen uit over diegenen die deze geboden niet onderhielden; Het volk bekrachtigde de vervloeking met “Amen”. Daarna zou een aantal zegeningen uitgesproken worden over diegenen die de geboden onderhielden.
Na de verovering van Ai zal Jozua deze opdracht van Mozes laten uitvoeren.
Sommigen menen dat de ruïnes die boven op de berg Abal langs de noordzijde zijn teruggevonden het altaar zou zijn dat door Jozua zou zijn opgericht. Er zijn evenveel andere historici die dit tegen spreken. Het is natuurlijk moeilijk hierover een eensluidende mening te vinden als de historici het niet eens geraken over de datum en de betekenis, zowel historisch als theologisch,  van de Exodus waaraan de oprichting van dit altaar zou gekoppeld zijn.